# Hütten- und Walzwerks-Berufsgenossenschaft
Die Hütten- und Walzwerks-Berufsgenossenschaft (HWBG) war eine gewerbliche Berufsgenossenschaft und somit Träger der gesetzlichen Unfallversicherung. Sie wurde 1885 als Rheinisch-Westfälische Hütten- und Walzwerks-Berufsgenossenschaft gegründet. Am 1. Januar 2011 fusionierte sie mit der Holz-Berufsgenossenschaft, der Maschinenbau- und Metall-Berufsgenossenschaft und der Berufsgenossenschaft Metall Nord Süd zur Berufsgenossenschaft Holz und Metall (BGHM). Die BGHM ist heute eine von neun gewerblichen Berufsgenossenschaften in Deutschland.
Von 1994 bis zur Fusion bildete die HWBG zusammen mit der Maschinenbau- und Metall-Berufsgenossenschaft eine Verwaltungsgemeinschaft, deren Hauptverwaltung in Düsseldorf angesiedelt war. Außerdem gehörte die HWBG gemeinsam mit der Maschinenbau- und Metall-BG sowie der BG Metall Nord Süd vom 1. Januar 2001 bis zu ihrer Auflösung am 31. Dezember 2010 der Vereinigung der Metall-Berufsgenossenschaften (VMBG) an.
Die HWBG war für Unternehmen zuständig, die auf warmem Wege Eisen, Stahl und Nichteisen-Metalle erzeugen sowie für Unternehmen, die Eisen, Stahl und Nichteisen-Metallen zu Halbzeugen und Walzwerkserzeugnissen verarbeiteten.